# Sofitel New York Hotel
Le Sofitel New York Hotel est un hôtel appartenant à la chaîne Sofitel du groupe Accor qui le gère. Il est situé au centre de la presqu’île de Manhattan, à New York, aux États-Unis, dans le quartier de Midtown, sur la partie ouest de la 44e rue (entre la 5e et la 6e avenue), à proximité de Times Square, du Rockefeller Center et des théâtres de Broadway.

## Histoire
Le bâtiment est racheté par le groupe Accor en février 1997 pour 11,5 millions de dollars, qui recrute le cabinet d'architectes Brennan Beer Gorman pour concevoir le nouvel édifice. Les travaux de 90 millions de dollars démarrent en 1998,. L'architecte principal est Yann Leroy. En deux ans, la tour de 30 étages est construite et le bâtiment est livré en juin 2000.
En mars 2003, alors que les relations se tendent entre les États-Unis et la France autour de la guerre d'Irak, l'hôtel retire son drapeau français de la façade.
En 2007, Accor vend le Sofitel New York et le Sofitel Philadelphia à un consortium de sociétés (EM Realty Capital, Whitehall Real Estate Fund, Accor) pour 225 millions de dollars. En août 2014, l'hôtel est racheté par le groupe de Hong-Kong Keck Seng Investments pour 273 millions de dollars.

## Présentation
Il est haut de 109 m et possède 30 étages. L’architecture présente principalement des blocs de calcaire et du verre, avec un socle en forme de T. La façade externe est inspirée par les bâtiments modernes parisiens de style « paquebot ». Le bâtiment a été récompensé par l’Emporis Skyscraper Award comme étant le gratte-ciel le plus remarquable de l’année 2000.

## Faits divers liés à l’hôtel
Le 14 mai 2011, quelques minutes avant le décollage de son avion pour la France, Dominique Strauss-Kahn, alors directeur général du Fonds monétaire international, est arrêté à l’aéroport JFK. Nafissatou Diallo, une femme de chambre de l’hôtel, d’origine guinéenne, l’accuse de l’avoir agressée sexuellement quelques heures avant son départ, dans la suite no 2806 qu’il occupait (et qui fit l'objet de la docusérie de Jalil Lespert diffusée sur Netflix, Room 2806: The Accusation).
En mars 2017, le financier Charles Murphy se donne la mort en sautant de la fenêtre de sa chambre du 24ème étage.